# Чуазас (посёлок)
Чуазас (шор.  ) — посёлок в Мысковском городском округе Кемеровской области России.

## История
Входил в Чувашинский сельсовет Мысковского горсовета.

## География
Посёлок Чуазас расположен в южной части Кемеровской области и находится на берегу реки Мзас, у впадения в неё р. Чуазас.
Уличная сеть состоит из пяти географических объектов: ул. Веселая, ул. Ветеранская, ул. Парковая, ул. Садовая, ул. Центральная.

## Население
| 2010 |
| ---- |
| 74   |

Национальный состав
Согласно результатам переписи 2002 года, в национальной структуре населения русские составляли 71 % от общей численности населения в 172 жителей.

## Инфраструктура
В поселке  Чуазас учреждения образования отсутствуют, дети обучаются в школах г. Мыски. 

## Транспорт
Автодороги.
В посёлке имеется остановка «Чуазас».